# Bitva u Östergarnu
Bitva u Östergarnu (či bitva u Gotlandu nebo bitva u Alandských ostrovů) byla námořním střetnutím první světové války v Baltském moři. Bojovaly v ní německé a ruské carské námořnictvo. Do bitvy se zapojila též jedna britská ponorka E 9. Střetnutí se odehrávalo poblíž švédského ostrova Gotland.

## Před bitvou

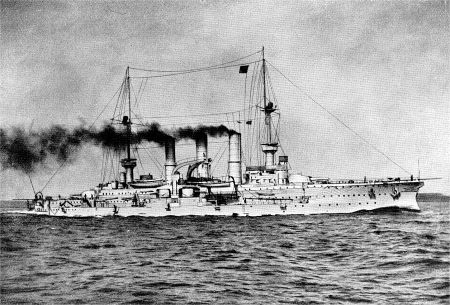
SMS Prinz Adalbert

Ráno 1. července 1915 vyslalo ruské carské námořnictvo eskadru křižníků k ostřelování přístavu Klaipėda. Eskadru tvořily pancéřové křižníky Admiral Makarov (vlajková loď kontradmirála Bachireva), Rjurik a Bajan, dále lehké křižníky Oleg a Bogatyr a torpédoborec Novik. Po cestě lodi zastihla mlha, ve které svaz ztratil kontakt s křižníkem Rjurik a torpédoborcem Novik. Ty proto pokračovaly samostatně.
Ve stejné době provádělo německé námořnictvo poblíž majáku Bögskar u Alandských ostrovů minovou operaci. Minonosný křižník SMS Albatross zde položil 160 min, přičemž mu krytí poskytovaly pancéřový křižník SMS Roon, lehké křižníky SMS Augsburg (vlajková loď komodora Karpfa), SMS Lübeck a 7 torpédoborců. Rusové zachytily jednu z německých depeší a rozkázaly Bachirevově eskadře, aby namísto ostřelování Klaipėdy napadla německý svaz, vracející se tou dobou na své základny.

## Bitva

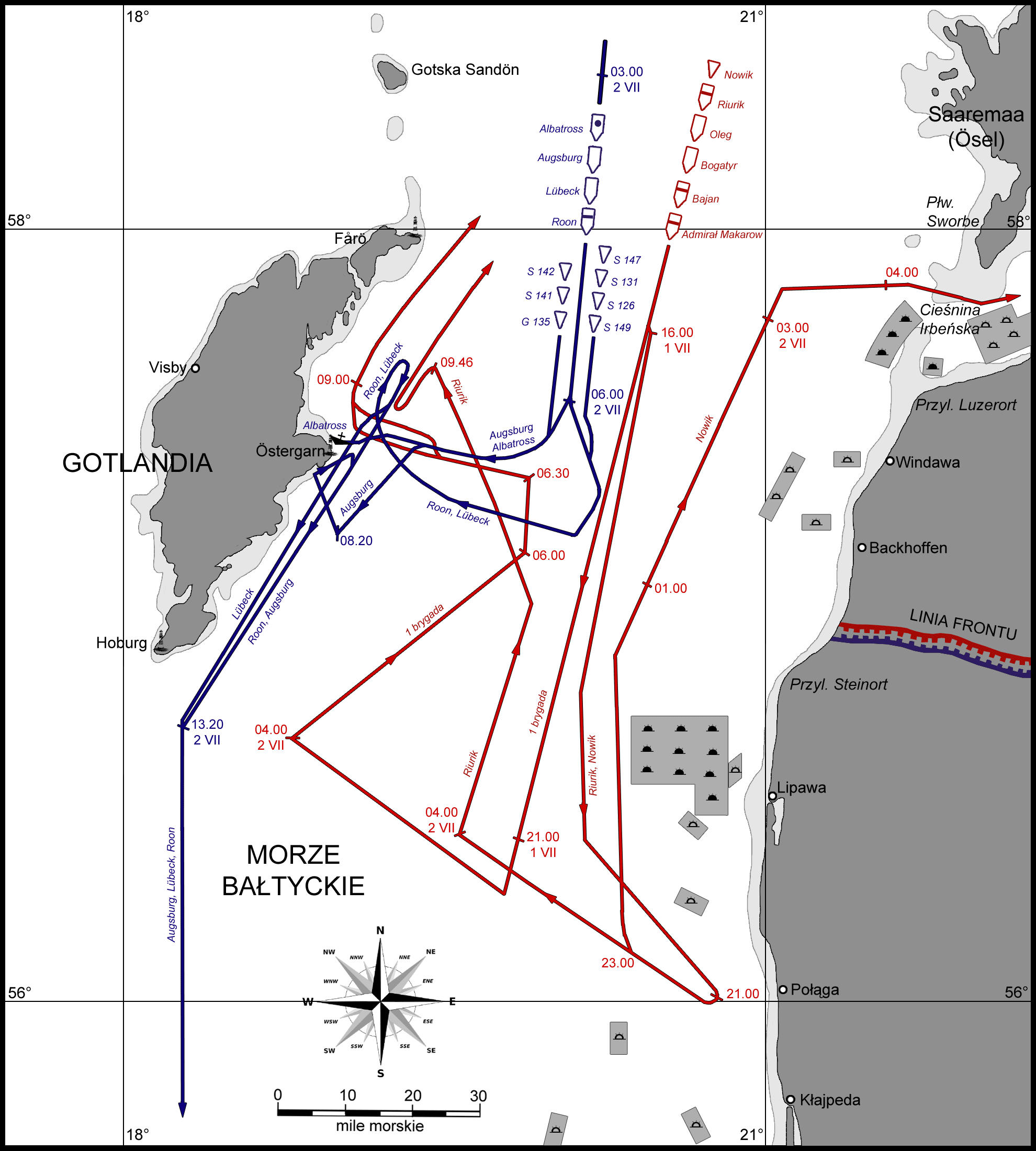
Schéma střetnutí

Ráno 2. července se německý svaz rozdělil na dvě části. První tvořily křižníky Augsburg, Albatross a tři torpédoborce, druhou křižníky Roon, Lübeck a čtyři torpédoborce. V půl osmé ráno se k sobě první německá skupina a ruská eskadra přiblížily na dohled. Rusové brzy zahájily palbu a komodor Karpf informoval druhou skupinu, že je v nouzi. Ruský admirál nasadil paralelní kurz a chtěl využít toho, že Němce brzdí pomalý Albatross s rychlostí max. 20 uzlů. Německý svaz se však brzy rozdělil. Augsburg s torpédoborci Rusům díky vyšší rychlosti zmizely z dohledu, zatímco vážně poškozený Albatross unikl do švédských teritoriálních vod a v 9:12 ztroskotal na skaliscích u Östergarnu. Posádka lodi byla internována.
Ruská eskadra poté provedla obrat a plula směrem k severu, přičemž po desáté hodině narazila na druhou německou skupinu. Následovala dvacetiminutová přestřelka, v níž byly poškozeny křižníky Bajan a Roon a po které se Bachirevova eskadra odputala. V 10:46 se však objevil Rjurik a znovu napadl německé křižníky. V patnáctiminutové přestřelce znovu zasáhl Roon, poté však Němci začaly ustupovat na jih a Rusové s nimi ztratily kontakt.
Německé lodě mezitím pluly posílit pancéřové křižníky SMS Prinz Adalbert, SMS Prinz Heinrich a dva torpédoborce, přičemž první z nich byl u mysu Rixhöft zasažen torpédem britské ponorky E 9. Loď nabrala mnoho vody a silně se naklonila, nakonec se ji ale podařilo zachránit.

## Závěr

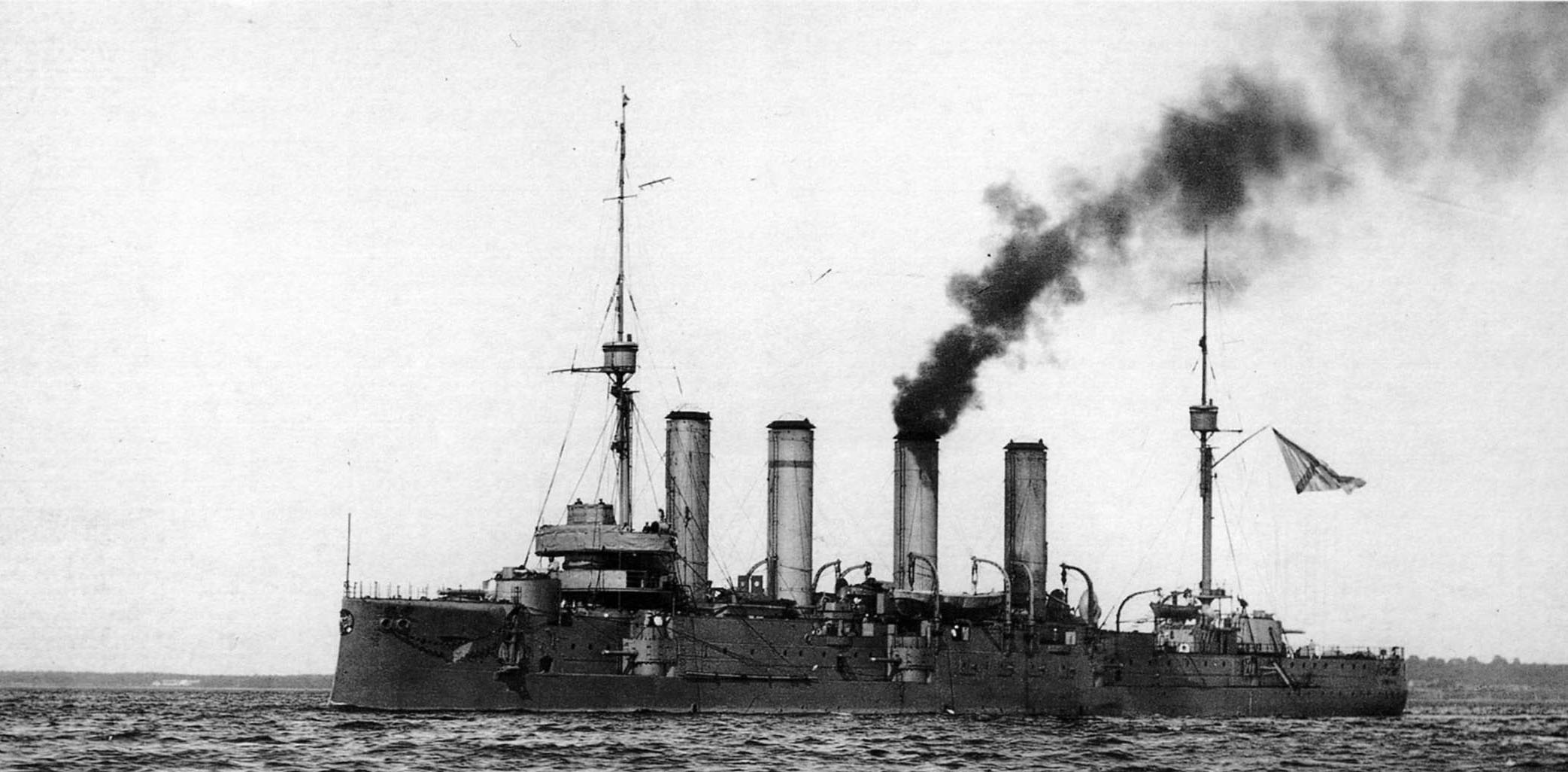
Admiral Makarov

Bitva byla úspěchem ruského carského námořnictva a britského královského námořnictva, které bez vlastních ztrát vyřadily německý minonosný křižník Albatross a vážně poškodily pancéřové křižníky Roon a Prinz Adalbert.